# Тудхалија IV
Тудхалија IV био је хетитски краљ из периода Новог краљевства. Владао је од 1237. до 1209. године п. н. е. (доња хронологија). 

## Владавина
Тудхалија је био син хетитског краља Хатушилиша III. Свога оца је наследио 1237. године п. н. е. Током његове владавине, нарочито се истицао Курунта из Тархунтаса са којим је остао пријатељ. Између два владара склопљен је споразум који је у суштини потврдио раније договоре Хатушилиша III и Курунте. Тудхалија је Курунти дао још више територије и смањио му обавезе слања војске и плаћање пореза везаних за снабдевање култова. Дао му је и наследно право. Курунта је увек био веран Тудхалију. За то је био награђен. 
Тудхалијеви грађевински подухвати потврђени су из више извора. Међутим, држава Хетита је ипак доживела и поразе током његове владавине. На истоку и у северној Сирији су Хетити претрпели пораз од асирског владара Тукулти-Нинурте I. Према асирским изворима, преко 28.000 Хетита је заробљено. Хетитски извори такође потврђују велику мобилизацију у том периоду. Хетитске вазалне територије на западу су изгубљене и никада више нису враћене. Једна од нерешених загонетки Тудхалијеве владавине јесте освајање Кипра и наметање пореза новоосвојеној области. Тудхалија је последњи хетитски владар о коме је сачувано више података. Његови наследници нису успели одржати државу која ће око 1178. године п. н. е. престати да постоји. Разлози за пад Хетитског краљевства су непознати, а многи историчари га приписују инвазији народа с мора. На територији Хетитског царства настаће више мањих држава. 

## Владари Новог хетитског краљевства
| Владар                                | Владавина              | Догађај                                        |
| ------------------------------------- | ---------------------- | ---------------------------------------------- |
| Тудхалија I                           | 15. век п. н. е.       | могуће унук Зиданте II                         |
| Арнуванда I                           |                        | зет Тудхалија I                                |
| Хатушилиш II                          |                        | постојање и владавина овог владара су оспорени |
| Тудхалија II                          | 1360? – 1344. п. н. е. | син Арнуванде                                  |
| Тудхалија III "Млађи"                 |                        | Син Тудхалија II                               |
| Шупилулијума I                        | 1344–1322. п. н. е.    | Син Тудхалија II                               |
| Арнуванда II                          | 1322–1321. п. н. е.    | Син Шупилулијуме                               |
| Муришилиш II                          | 1321–1295. п. н. е.    | Син Шупилулијуме                               |
| Муватали II                           | 1295–1272. п. н. е.    | Битка код Кадеша                               |
| Муришилиш III познат и као Урши-Тешуб | 1272–1267. п. н. е.    | Син Муваталија II                              |
| Хатушилиш III                         | 1267–1237. п. н. е.    | мировни уговор са Египтом                      |
| Тудхалија IV                          | 1237–1209. п. н. е.    | битка код Нихрије                              |
| Курунта                               | 1228–1227. п. н. е.    | Син Муваталија II                              |
| Арнуванда III                         | 1209–1207. п. н. е.    | Син Тудхалија IV                               |
| Шупилулијума II                       | 1207–1178. п. н. е.    | Син Тудхалија IV; пад Хатуше                   |